# Doom metal
El doom metal (también conocido como doom metal tradicional o simplemente como doom) es un subgénero del metal, se distingue por su atmósfera lenta y pesada, de tonalidad oscura con riffs graves y atonales.
 normalmente entre do (C) y do sostenido (C#), bajos protagónicos y generalmente acompañado por voces limpias, especialmente en el doom metal tradicional.

## Historia

### Inicios deldoom metal
Los primeros rastros del doom metal en ritmos de rock ácido y también del blues rock se pueden escuchar ya en la canción de The Beatles de 1969 I Want You (She's So Heavy). Black Sabbath son considerados generalmente como los pioneros del doom metal tradicional, con la publicación de su álbum homónimo y con su segundo álbum Paranoid, ambos en 1970. Canciones como «Hand of Doom» (de donde algunos sugieren proviene el nombre del estilo), «Electric Funeral» y «Iron Man» ya perciben lo que posteriormente serían los rasgos del subgénero: riffs graves, armonía oscura, ritmos lentos, pesados y distorsiones opresivas, que inmediatamente trasladan a ambientes oscuros, depresivos y lúgubres.
El peculiar sonido de la banda, y por ende del estilo, se debe en parte a la mutilación de la punta de los dedos anular y corazón de Tony Iommi en su juventud mientras trabajaba en una fábrica metalúrgica, viéndose obligado a disminuir la tensión de las cuerdas de su guitarra y obteniendo de esta manera la afinación C# que distingue su sonido, creando de esta manera no solamente el heavy metal sino además el doom metal.
En 1971, del otro lado del océano se funda la pionera del subgénero, Pentagram liderada por Bobby Liebling; en sus inicios la banda contaba con una marcada influencia de Iron Butterfly, Cream y Blue Cheer, no es sino hasta 1974, momento en que se une Randy Palmer (Bedemon) como segundo guitarrista, que la influencia doom de la banda británica liderada por Tony Iommi se manifiesta en Pentagram a su máximo potencial, dejando ver el camino que habría de tomar el nuevo género aún sin nombre. Y Kiss hace un aporte importante con la canción «God of Thunder» del álbum Destroyer de 1976.
Más lejanamente, del otro lado del globo la banda japonesa Flower Travellin' Band lanza su segundo álbum de estudio, la muy aclamada obra musical Satori en 1971, poderosamente inspirada en el rock ácido y la música tradicional japonesa, pero sobre todo por las obras de Black Sabbath, consiste en un álbum conceptual cargado de ritmos muy pesados y ambientalmente sobrecogedores, siendo su más aclamado trabajo musical en toda su trayectoria y el único en haber explorado los terrenos del metal en general, inspirando a una generación más joven de grupos de rock pesado japoneses en adelante.

### Consolidando un estilo
Si bien en los 70 se da el semillero metalero de doom con bandas como Black Sabbath, Bedemon y Pentagram, es en los ochenta donde comienza a definirse el estilo con bandas como Saint Vitus, Trouble, Witchfinder General, Death SS y The Obsessed. En 1986, la banda de origen sueco, Candlemass lanza la ópera prima Epicus Doomicus Metallicus y por fin se empieza a hablar del doom metal propiamente, naciendo en el proceso el Epic doom en la vena del metal extremo europeo y un power metal obsesionado con los electrizantes riffs de Black Sabbath. Al mismo tiempo en Potomac, Maryland, la banda The Obsessed lanzaba la canción «Concrete Cancer» con un sonido cargado de violencia y malas intenciones; y Saint Vitus, en Los Ángeles, afinaba los riffs y las distorsiones características del subgénero, en su LP Born Too Late. 
Sin embargo no es sino hasta finales de los 80 que el exvocalista de Napalm Death, Lee Dorrian funda Cathedral, banda británica extremadamente lenta y rítmica en contraposición con su pasado extremadamente veloz y ruidoso con el grindcore. Con fuerte influencia en los riffs y voz gutural del death metal pero con influencias psicodélicas del proto doom y doom metal tradicional de bandas como Pentagram y Dream Death, sienta las bases del doom metal actual, permitiendo que el subgénero alcanzara fama insospechada. Lo que la banda oriunda de Pensilvana, Estados Unidos, Dream Death inició y nunca pudo terminar, al mezclar el doom metal con las características agresivas del thrash metal y death metal, Dorrian lo llevaría a puntos insospechados con producciones como el LP Forest of Equilibrium o el EP Soul Sacrifice.

### Los años noventa
Así como el black metal encuentra su nicho en Escandinavia y el death metal brilla en Estados Unidos, es en Inglaterra donde el doom metal comienza su crecimiento comercial, bajo la tutela de la casa de discos Peaceville Records. A principios de los noventa, con el death metal dominando el mercado del metal pesado, bandas como Paradise Lost, My Dying Bride y Anathema surgen innovando en el rápido y gutural sonido del death metal con los riffs lentos y pesados que Candlemass y Pentagram ya habían domesticado hace más de una década. Pronto se constituyen como el death/doom y le otorgan, junto con Cathedral, un lugar prominente al doom metal en la escena metalera mundial. Era la segunda camada de bandas de doom metal inyectándole sonidos propios del heavy metal emergente (death metal y black metal).
Bandas más underground, con un temperamento mucho más fúnebre y agónico, con tempos tan o más lentos que el grave o el largo, como diSEMBOWELMENT en Australia, cuyos miembros se iniciaron en el grindcore de Napalm Death y Carcass, o Thergothon y Skepticism en Finlandia de fuerte vena del black metal al puro género musical de Venom o Bathory, y Winter en Estados Unidos de vena deathgrind de Cannibal Corpse y Death se unirían a este movimiento, aunque, lamentablemente, a diferencia de las bandas británicas, su gloria vendría una vez desmembradas. En todos ellos, además de la violencia y ferocidad características del death metal, sobresale la lentitud que sólo el doom metal posee. En 1991 Paradise Lost lanza al mercado el disco Gothic con indudable influencia de sonidos del rock gótico, con algún apunte sinfónico, que pronto se convertiría en material de colección y piedra angular de nuevas bandas de lo que se llegaría a conocer como metal gótico. 
La repercusión generada fue enorme, sobre todo para la escena musical de la segunda mitad de los años 1990; mientras las generaciones jóvenes tendían a reivindicar un sonido mucho más extremo, los grupos de death/doom interesados en crear sonidos más melancólicos que densos, con más experiencia dentro de la escena del doom metal, optarían por suavizar su sonido y dar una respuesta más abierta, perdiendo el marcado carácter underground del doom metal. Este sería el caso de grupos como Tiamat, Lacrimas Profundere o The Gathering, (cuyo primer disco "Always" es un gran referente del estilo) así como las primeras generaciones de metal gótico (más influidos por el doom metal que por el power metal) como es el caso de Dark, Moonspell (los lusos beben también de referencias del black metal) y Lacuna Coil. Más en la vena de las clásicas bandas de rock gótico, con un estilo que involucra a bandas como Bauhaus o Sisters of Mercy, o al Folk de Leonard Cohen, Jack Frost (que toma su nombre de una canción de Saint Vitus) contribuía al metal gótico, pero respetando el sonido del doom tradicional de Saint Vitus y Trouble. 
Al otro lado del Atlántico, bandas de la corriente del hardcore punk y grindcore también reclamaban su papel en la historia del doom metal. Tal es el caso de las bandas de Luisiana Eyehategod y Crowbar, más en la vena sludge metal y hardcore punk, comenzaban a sonar en la escena metalera estadounidense; o la banda Grief de Boston que combinaba el grindcore y death metal con doom metal extremadamente lento. Este movimiento pronto comenzó a conocerse como sludge metal, donde el sonido grasiento y denso característico de grupos como Pantera se desenvuelve de una manera más desgarrada, dolorosa, lenta y densa, pero sin perder un peculiar carácter psicodélico, con lo que en este aspecto podemos distinguir al sludge metal como una versión mucho más extrema del stoner doom.
Pronto cientos de bandas alrededor del mundo se unen al movimiento underground del doom metal, como Dragonauta desde Argentina, Chile con Aseidad, Lapsus Dei, Bitterdusk y Poema Arcanus, Brasil con Alchemy o Arcanum XIII, Colombia con Lost In Darkness  hasta China o Japón con 206 & Thinkers, Dot o Corrupted, o Rusia con Ekklesiast, cada uno agregándole su particular influencia y haciendo del género, probablemente uno de los movimientos más heterogéneos que existen.

## Características

### Instrumentos
El doom metal usa, por lo general, los mismos instrumentos de los demás géneros que derivan del heavy metal: guitarras, bajo y batería. Las bandas más tradicionales generalmente usan un solo guitarrista, que hace las labores de líder y ritmo al mismo tiempo. Los otros subgéneros usan dos guitarristas para dar más poder a su música, aunque no siempre es así. Sin embargo, son muchas las bandas (en general las más extremas) que intercalan el uso de teclados, así como elementos sinfónicos como flautas, violines y arpas. Además son muchas las bandas que añaden sonidos generados por sintetizadores, últimamente en las bandas de drone/doom. Estas, además, generalmente prescinden del uso de la batería por sus tempos largos y densos.
Los guitarristas y bajistas afinan sus instrumentos a notas verdaderamente bajas y hacen gran uso de distorsión (generando riffs muy pesados), lo que junto a los ritmos considerablemente pesados son características predominantes del género. El creador de esta forma de tocar fue Black Sabbath con su disco homónimo y todos sus contemporáneos (véanse Pentagram, Bedemon, Witchfinder General, Pagan Altar, Saint Vitus y Trouble).

### Voces
Los vocalistas del doom metal más tradicional privilegian las voces limpias, que llevan un timbre de desesperación y dolor. Por su parte, los vocalistas del doom metal épico cantan con una voz operática. Finalmente las bandas de doom metal con influencias extremas privilegian las voces guturales si éstas vienen del death metal mezclándolas con "palabras habladas", los gritos raspados si éstas vienen del hardcore (léase sludge metal). Por supuesto, existen bandas experimentales en cuanto a las voces que tratan de ocupar la mayor cantidad, incluyendo el barítono del rock gótico. Las bandas con influencias góticas también aprovechan las dotes de sopranos o mezzo-sopranos.

### Lírica
La lírica es uno de los aspectos más cuidados en el doom metal, sobre todo si se trata de las bandas con influencias del death metal. Históricamente son nihilistas, incluyendo temas como: perdición, ocultismo, depresión, horror, terror, miedo, dolor, muerte, mitología, odio, amor y simbolismo religioso. Todos estos temas comúnmente son comunicados de forma poética y profunda. Este aspecto con respecto a los temas tratados en las canciones de doom metal se presentan en la mayoría de las bandas independientemente del tipo de doom metal que toquen; de esto excluimos el stoner y el sludge metal por el hecho de que las bandas de sludge metal prefieren temáticas sociales aunque conservando el eje de las luchas internas de los individuos, mientras que las de stoner metal hablan por lo general de experiencias psicodélicas, drogas y alcohol. Sin embargo, todos estos son aspectos que van variando dependiendo del estilo de cada banda al crear doom metal. 
Un tema que siempre ha sobrevolado al doom metal es el simbolismo religioso. Desde sus inicios con Black Sabbath, el género adoptó un gusto por el imaginario religioso, generalmente cristiano. Temas como tumbas, iglesias, sacerdotes, catedrales, cementerios, ángeles, demonios, Dios y figuras bíblicas son parte del repertorio lírico de este tipo de bandas. Por lo general, este imaginario se usa cómo crítica al mundo social, o como mínimo, como muestra de molestia con él. Se puede ver esto en la canción »Children Of The Grave« de Black Sabbath:

Revolution in their minds - the children start to march / Against the world in which they have to live / and all the hate that's in their hearts / They're tired of being pushed around / and told just what to do / They'll fight the world until they've won / and love comes flowing through.

También se aprecia en la canción »In The Rectory« de Reverend Bizarre:

We ride like a patrol of angels within a gloomy black sky. / As the course of our path changes, there is the fire where the butterflies die. / Dirty runes glorify gray stones, relics from the ancient times. / Earthly worms reaping my bones, raping flesh - hiding these crimes.

Otras veces este simbolismo se muestra como una crítica negativa directa al cristianismo, algunas veces remitiendo al paganismo o al ocultismo como en la canción »Without God« de Katatonia:

My spirit filled with hate sets free / The force of the Golden Dawn / Without God / Entomb your fear.

Finalmente, se puede nombrar a Trouble como una de las pocas bandas de doom metal que hizo extensivo el uso de líricas cristianas, pero defendiendo sus postulados, siendo asociados al metal cristiano. Esto queda patentado en su canción »The Fall Of Lucifer«, de su primer disco Psalm 9:

Choose the way that's in your heart / Conquer all the hate / You need all the love God brings / Don't fall in the hands of fate.

### Experimentación
Otra característica importante del doom metal es su capacidad de creatividad y experimentación, lo que lo lleva a combinar y probar con otros subgéneros del heavy metal e incluso con elementos ajenos al metal. Es por eso que existen tantas etiquetas dentro de este círculo: proto-doom, doom metal tradicional, death/doom, metal gótico, doomgaze, stoner metal, sludge metal, drone metal, post-metal, funeral doom metal, y black/doom. El doom metal es un género que no cesa de innovar y experimentar, aunque nunca dejando de lado su matriz musical ya descrita.

## «Circle of True Doom»
A partir de mediados de los 90 comenzó a crearse una fuerte controversia en la escena del doom metal mundial que culminó en el siglo XXI, con la asociación de un grupo de bandas (entre ellas The Gates of Slumber, Reverend Bizarre, Solstice y While Heaven Wept) que se autodenominaban el «Circle of True doom». Sin adoptar las políticas violentas del grupo de bandas noruegas de black metal conocido como Inner Circle, se han encargado de iniciar una lucha ideológica en defensa del verdadero doom metal y regresar a los orígenes que vieron nacer el subgénero. La idea es retomar la influencia de la vieja escuela de doom metal (Saint Vitus, Witchfinder General, Candlemass, Trouble, The Obsessed y Cathedral) y promover su sonido alejándose de mezclas y fusiones con otros subgéneros. El problema en cuestión es de purismo, pero ha creado un ambiente de controversia alrededor del doom metal. 
También busca desapegarse del sonido conocido como stoner rock de bandas como Orange Globin, Fireball Ministry y Charlies. La propuesta del C.O.T.D busca ceñirse a las pautas que las primeras bandas de doom metal (entiéndase todo el doom tradicional) y busca crear medios de expresión para el subgénero. Como dice la banda finlandesa Reverend Bizarre: «Es fácil encontrar un canal de metal gótico o de stoner metal o incluso de black metal... Bandas como HIM, Children of Bodom, Unholy, Nightwish, Sonata Arctica, Amorphis y Sentenced son estrellas aquí en Finlandia, pero bandas que toquen “True doom metal” solamente nosotros... En realidad hay una crisis dentro del doom metal porque no hay bandas que toquen verdadero doom...».

## Subgéneros

### Doom Metal tradicional
Nació a principios de la década de los 70, habiendo sido inspirado por las bandas psicodélicas de finales de los 60 como Blue Cheer, Iron Butterfly, Cream y Jimi Hendrix Experience debido a la fuerte influencia del blues que implementaban dentro del hard rock. Este estilo fue altamente promovido por Black Sabbath e inspiró un fuerte movimiento en esa época que dio origen a bandas como Bloodrock, Bang, Jacula, Iron Claw, Flower Travellin' Band, High Tide y al mismo bajista de Jimi Hendrix Experience, Noel Redding con su proyecto de corta vida Road, entre muchas otras más.
Aunque estos grupos aún se encontraban dentro de la tradición del rock psicodélico y el hard rock, grupos que también se vieron inspirados por el movimiento como Pentagram y Bedemon perfeccionaron el estilo musical hasta pulirlo en lo que se convirtió en los 80 como Doom metal. El proto-doom se distingue por su mayor implementación de música psicodélica en lugar de pesadez, aunque conservando una atmósfera muy oscura, muy en contraste con las bandas de la época del flower power que intentaban hacer la música lo más alegre posible.
Aunque técnicamente el estilo expiró con el nacimiento del Doom Metal; en plena actualidad el movimiento musical volvió a explotar gracias a bandas contemporáneas inspiradas por la música de los 70, grupos tales como Kadavar, Graveyard, Scorpion Child, Orchid, Uncle Acid and the Deadbeats, Witchcraft, Blood Ceremony entre otros, han vuelto a poner en el mapa el estilo musical en la audiencia de la actualidad, implementando tanto musical como estéticamente las características del proto-doom de aquel entonces, incluso algunos grupos provenientes de la época de los 70 han visto una nueva oportunidad de resurgir aprovechando la renovada popularidad del estilo en la actualidad, tal y como se ve con Pentagram, Bang y Iron Claw.

### Stoner Metal
El stoner metal se envuelve en un ambiente oscuramente psicodélico y místico, inspirado por el rock pesado de los años 70s. Siendo una versión más pesada y oscura del stoner rock. En este estilo se destacan sobre todo las letras relacionadas con el terror, ciencia ficción, vicio, ocultismo, religión, fantasía, lujuria, entre otros. Cathedral, Electric Wizard, Bongzilla, Sleep, Acid King, Windhand y Weedeater son ejemplos de este subgénero.

### Doom Metal Épico
Caracterizado por una reminiscencia omnipresente al heavy metal, en su sentido más épico, tanto formal como narrativamente, así como el posterior power metal. Es un estilo que generalmente envuelve líricas de fantasía junto a una ambientación intensa y dramática, se caracteriza sobre todo por los registros vocales graves y operáticos que poseen sus cantantes. Destacan grupos como Candlemass, Solitude Aeturnus, Procession e Isole.

### Death/Doom Metal
El death/doom es un género con instrumentaciones propias del doom tradicional, y registros de vocales guturales y doble pedal tomados del death metal. Siendo especialmente inspirado por Celtic Frost tiende a enfatizar un carácter más extremo en comparación al doom tradicional, haciendo más graves y densos sus riffs, y marcando un carácter más depresivo, desgarrador y con voces guturales propias del death metal, como es el caso de bandas como Novembers Doom, My Dying Bride, Paradise Lost, Katatonia, Winter, Celstial Season, The Gathering, Tiamat, Asphyx, Cianide, Amorphis y Anathema en sus primeros tiempos.
También hay veces en las que suele tomar elementos del metal gótico y viceversa, son géneros muy relacionados. También pasa lo mismo con el funeral doom.

### Metal Gótico
Como derivación del doom metal y el rock gótico está el metal gótico, el cual fusiona el estilo moderno del doom metal con elementos del rock gótico y death/doom, ofreciendo así un entorno melancólico originario del doom metal al mismo tiempo que ofrece un ambiente oscuro, romántico y sombrío propio de lo gótico con riffs de guitarras pesados como los del death/doom en combinación con diversas técnicas musicales propias del Rock Gótico y el sonido varía según la forma particular de cada banda de llevar a cabo la creación de su música, puesto que hay bandas que se influencian mayormente del Death-Doom como es el caso de la banda Tales of Dark y por ello su sonido es denso, lento y pesado pero igualmente romántico, oscuro y tenebroso por las influencias góticas ambientales y en menor medida por técnicas musicales; en cambio, hay bandas cuyo sonido se influencia mayormente del rock gótico con respecto a la base musical puesto que aplican mayormente técnicas musicales del rock gótico, dejando el doom como una pequeña parte de la matriz musical, mas no como un elemento central, como es el caso de bandas tales como Theatre of Tragedy (en su álbum Aegis) y la banda gótica italiana Operanoire; el sonido de estas bandas con respecto a las baterías, los riffs y el bajo suelen ser tocados más tradicionalmente al estilo del rock gótico a pesar de que si existan elementos del Doom Metal en la música compuesta por ellas. entonces podría decirse que las bandas de este subgénero del doom se "dividen" en dos grupos: las que suenan y se influencias más del doom metal y las que suenan y se influencias más del rock gótico, y todas a pesar de estas destacables diferencias, igualmente son metal gótico. Ocasionalmente en este subgénero se rescata la voz gutural, aunque no siempre es el caso de todas las bandas representativas de este género, puesto que hay bandas que cantan solo soprano o voces barítonas, sin embargo lo más común en estas bandas es que utilicen el contraste de voces guturales y voz limpia femenina o masculina dependiendo de la canción; esto es algo que varía dependiendo de cada banda, puesto que cada una juega con estos elementos a su estilo propio. Por otro lado, al igual que en otros subgéneros del doom, en este también se hace uso frecuente de elementos sinfónicos. 
Ejemplo de algunas bandas de este subgénero son: Moonspell, Type O Negative, The Gathering, Theatre of Tragedy, The Sins of Thy Beloved, Tristania, Draconian, Theatre des Vampires y Svenia, entre otros.

### Black/Doom Metal
El black/doom es una fusión de elementos del black metal y el doom metal, marcando un fuerte contenido melancólico, dando una visión tremendamente desesperada y torturada en sus líneas vocales. En general, presenta las mismas pautas del death/doom, pero quitando los guturales profundos del death metal e introduciendo, en su lugar, los "shrieks" del black metal. Este subgénero sería una fuerte referencia para la posterior creación del depressive suicidal black metal, destacan los pasajes ambientales y oscuros seguidos por sonidos agudos y cortantes. Algunos grupos destacados son Forgotten Tomb, Silencer, Shining, Defuntos, Mizmur, Bethlehem, Nocturnal Depression, Woods of Ypres o Deinonychus, y la posterior reencarnación de Celtic Frost, Triptykon.

### Funeral Doom Metal
El funeral doom, es un género que usa tempos y riffs extremadamente letárgicos, lo cual crea un sonido lento, triste, desgarrador, melancólico, oscuro y depresivo; se crea así un ambiente cargado de una atmósfera profunda, densa y fuerte. Su nombre se debe a los noruegos Funeral. Entre los representantes de este subgénero se puede citar a Thergothon,  Mournful Congregation, Ahab, Evoken y Skepticism.

### Sludge Metal
Consiste en combinar el ambiente pesado del doom metal con la agresividad del hardcore punk. Su origen se remonta a principios de los 80 con los álbumes Generic Flipper de Flipper y My War de Black Flag, en 1982 y 1984 respectivamente. Como una muestra de aquel estilo de punk ralentizado, muchas bandas del sur de Estados Unidos vieron una nueva fuente de inspiración, impulsado por Melvins y Carnivore, comenzaron a surgir bandas que aplicaron a su máximo potencial aquel nuevo estilo a principios de los 90, inspirados por el doom metal y el hardcore punk nacieron grupos tales como Down, Crowbar, Eyehategod, Grief, Corrosion of Conformity y Acid Bath, otros grupos de la misma región tomaron una influencia semejante pero fueron especialmente inspirados en el rock sureño de grupos como Lynyrd Skynyrd y ZZ Top, tales como Black Label Society y Hank III (especialmente conocido por su carrera como músico de country y cowpunk).

### Drone Metal
Encuentra una marcada influencia del noise y el dark ambient, pero con un principio más analógico que sintético, enfatizando un carácter psicodélico e hipnotizante. Se caracteriza por sus canciones extremadamente largas y lentas (mucho más que el funeral doom), casi completamente carentes de percusión y voz, siendo en resumen guitarras y bajos vibrando, exponiendo las cualidades de un muro de sonido monótono y completamente ambiental. Fuertemente inspirado por la música experimental de Melvins, especialmente en su album Lysol. Destacan Earth, Sunn O))), Boris, Nadja, Jesu y Khanate.

### Sludge atmosférico
Derivando del post-metal, nace el Sludge atmosférico, destacando su carácter experimental, ambiental y en ocasiones armonioso, combinado con el ambiente denso y riffs graves del Sludge, encuentra su origen en grupos experimentales y pioneros del metal industrial como Godflesh junto a Isis, Neurosis y siendo representado por Pelican, Cult of Luna, Intronaut, The Ocean, Sólstafir y Ghost Brigade.

### Doomgaze
Fusión del Shoegaze que usa tempos de Doom metal, género hermano del Post-metal y el Drone metal. Bandas conocidas serían King Woman, Jesu, Chelsea Wolfe, y The Angelic Process. Este es de los subgéneros más modernos, apareciendo a inicios de los 2000s junto al Blackgaze, y también se aleja del doom metal debido a que suele ser más experimental con los temas que toca, acercándose más al post-metal y otros géneros antes que al doom metal.